# 贝济克

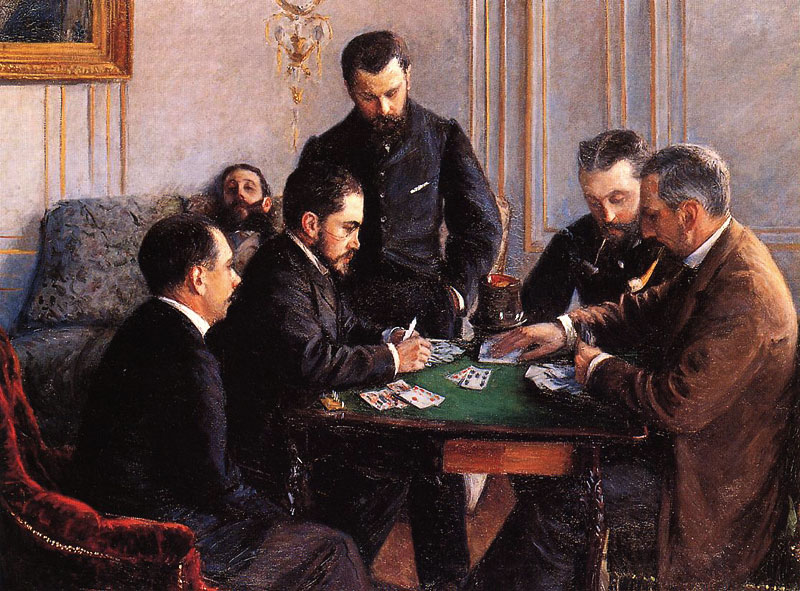
《貝濟克遊戲》古斯塔夫·卡耶博特繪

贝济克（Bezique）是一种双人吃磴遊戲以及卡片遊戲，起源于瑞典，19世纪在法国開始流行，1861年传入英国。英国作家威尔基·柯林斯和克里斯蒂娜·罗塞蒂以及英國首相温斯顿·丘吉尔都喜歡玩贝济克。 